# منى مالمو
منى مالمو (بالسويدية: Mona Malm)‏ (ولدت: 24 يناير 1935، ستوكهولم في السويد - 12 يناير 2021)، هي ممثلة سويدية، حازت على العديد من الجوائز، أبرزها: جائزة أوجين أونيل ‏ سنة 1986 وميدالية الآداب والفنون ‏ سنة 1990.

## أعمال

### أفلام
- (1955) ابتسامات ليلة صيف
- (1957) الختم السابع
- (1982) فاني وأليكسندر[3][4]
- (2006) بعد الزفاف[5]

## جوائز
- جائزة أوجين أونيل [الإنجليزية]‏ (1986)
- ميدالية الآداب والفنون [الإنجليزية]‏ (1990)

## وصلات خارجية
- منى مالمو على موقع IMDb (الإنجليزية)
- منى مالمو على موقع ألو سيني (الفرنسية)
- منى مالمو على موقع أول موفي (الإنجليزية)
- منى مالمو على موقع قاعدة بيانات الأفلام السويدية (السويدية)
- منى مالمو على موقع قاعدة بيانات الفيلم (الإنجليزية)
- منى مالمو على موقع كينوبويسك (الروسية)